# Машино (Омская область)
Машино — упразднённая деревня в Колосовском районе Омской области. Входила в состав Новологиновского сельсовета. Исключена из учётных данных в 1972 г.

## География
Располагалось у озера Куйтарлы, в 3,5 км (по прямой) к северо-западу от центра сельсовета села Новологиново.

## История
Основана в 1785 году. В 1928 году деревня Машинская состояла из 27 хозяйств. В административном отношении входила в состав Ново-Логиновского сельсовета Нижне-Колосовского района Тарского округа Сибирского края. Исключена ebp учётных данных на основании протокола № 2 заседания райисполкома от 02.02.1972 года.

## Население
По переписи 1926 г. в деревне проживало 153 человека (67 мужчин и 86 женщин), основное население — русские.